# アル・マナマ級コルベット
アル・マナマ級コルベット（英語: Al Manama-class corvette）は、バーレーン海軍のコルベットの艦級。

## 設計
本級は、西ドイツのリュールセン社によって開発されたFPB-62型と呼ばれる設計を採用している。これは同社が大型艇用として新規開発したものであるが、本級では、そのキャパシティを最大限活用して、船体後部にヘリコプター運用設備を設けており、外見上の大きな特徴となっている。これは、中型ヘリコプター1機を収容できる格納庫を設置して、その天井をヘリコプター甲板としたものであり、降着したヘリコプターはそのままエレベーターによって格納庫内に格納される。
主兵装となるエグゾセMM40艦対艦ミサイルは、連装発射筒2基に収容して、艦橋構造物とハンガーとの間に設置されている。また砲煩兵器としては、船首甲板に76mm単装速射砲、船尾甲板に70口径40mm連装機銃を備えている。76mm砲弾は900発、40mm機銃弾は4,400発を搭載できる。なお竣工当初はエリコンKAA 20mm機銃のGAM-B01単装マウントと機銃弾5,000発も搭載していたが、これは12.7mm単装機銃に換装された。
主センサーとなるのはCバンドのシージラフ50HCである。武器管制システムは9LV331であり、射撃指揮レーダーとしてはXバンドの9LV200を搭載するほか、パンダMk.2光学方位盤も備えている。電子戦システムはラカル242と称されており、SADIE情報処理装置を中核としている。

## 同型艦一覧
1984年2月に2隻が発注され、いずれも西ドイツのリュールセン社で建造された。
| #  | 艦名                              | 就役         |
| -- | --------------------------------- | ------------ |
| 50 | アル・マナマ RBNS Al Manama       | 1988年2月3日 |
| 51 | アル・ムハッラク RBNS Al Muharraq | 1988年2月3日 |